# Telesforo Bravo Expósito
Telesforo Bravo Expósito naturalista y geólogo español, nacido en Puerto de La Cruz, Tenerife, el 5 de enero de 1913 y fallecido en el mismo lugar el 7 de enero de 2002.

## Biografía
Nació un 5 de enero de 1913. Su mujer Elena Asunción Bethencourt Acosta, nació un 28 de agosto de 1917. Tuvieron dos hijos. Estudió Magisterio en la Universidad de La Laguna. Cuando tenía 33 años se desplazó a Madrid a cursar Ciencias Naturales, en la Universidad Central de Madrid (actual Universidad Complutense de Madrid) Se doctoró en Geología con la tesis Estudio geológico y petrográfico sobre la Isla de La Gomera, que leyó en 1963.

## Responsabilidades
- Catedrático de Petrología y Geoquímica de la Universidad de La Laguna.
- Vicedecano y Decano de la Facultad de Ciencias de la Universidad de La Laguna
- Presidente de la Sección de Vulcanología y química del interior de la Tierra de la Comisión Nacional de Geodesia y Geofísica
- Director del Instituto de Estudios Canarios en dos períodos, de 1969 a 1973 y de 1981 a 1985
- Vicepresidente de la Sección científica del Instituto de Estudios Hispánicos de Canarias
- Miembro de la Junta General del Consejo Insular de Aguas
- Miembro de la Sociedad Española de Historia Natural
- Académico de Número de la Real Academia de Medicina de Santa Cruz de Tenerife
- Miembro de la Sociedad Geológica de España
- Miembro de los Patronatos de los Parques nacionales de Garajonay y el Teide

## Distinciones
- Miembro de Honor del Instituto de Estudios Canarios
- Medalla de Oro del CIT de Puerto de La Cruz
- Miembro de la Real Sociedad Española de Historia Natural con diploma honorífico
- Miembro de Honor de la Asociación de Amigos del Museo
- Insignia de oro de Asaga
- Miembro y miembro de Honor de la Real Sociedad Económica de Amigos del País
- Primera Medalla de Oro de la Asociación Canaria para la enseñanza de las Ciencias Viera y Clavijo
- Miembro de Honor del Patronato del Parque nacional del Teide
- Cofrade de Honor del Vino.
- Premio Canarias de Investigación 1989
- Premio César Manrique 2000
- Premio Teide de Oro de Radio Club 2000
- Hijo Predilecto de Tenerife 2001
- Gran Cruz de la Orden de Canarias 2002 (A título póstumo)
- Medalla de Oro de Puerto de La Cruz 2003 (A título póstumo)

## Algunas publicaciones
- 1953 «Lacerta maxima n. sp. de la fauna continental extinguida en el Pleistoceno de las Islas Canarias». Inst. Invest. geol. Lucas Mallada, 9: 7-14
- 1954 Geografía General de Las Islas Canarias
- 1954 Tubos en las Coladas Volcánicas de Tenerife.
- 1955 Algunos yacimientos de agugita en Tenerife
- 1964 Segundo Tomo de la Geografía General de Las Islas Canarias.
- 1959 Consideraciones sobre el Elburz (Irán)
- 1962 El Circo de las Cañadas y sus Dependencias.
- 1964 Estudio Geológico y Petrográfico de la Isla de La Gomera.
- 1964 El Volcán y el Malpaís de la Corona. La Cueva de los Verdes y los Jameos.
- 1968 El problema de las aguas subterráneas en el Archipiélago Canario.
- 1969 La Explotación de las Aguas Subterráneas y sus modalidades. Seminario de Derecho Administrativo
- 1979 Contribución a la Hidrología de la Caldera de Taburiente, Isla de La Palma con Juan Coello
- 1989 La investigación de las aguas subterráneas en Canarias.
- 1990 Esquema Geológico del Parque nacional de Garajonay, con J. Bravo
- 1989 Mapa Vulcanológico de las cañadas y pico viejo. Con J. Bravo.
- 1996 Los Deslizamientos Gravitatorios Insulares.
- 2000 Tarjeta de Identidad de la Naturaleza en Gran Canaria. Museo Canario

## Especies ligadas a Telesforo Bravo
Varias especies animales y vegetales han sido descubiertas por él o nominadas en su honor.
- Gallotia goliath; lagarto gigante de Tenerife, cuyos primeros restos fueron descubiertos por Telesforo Bravo y su padre.
- Gallotia galloti insulanagae; subespecie de lagarto encontrada en el Roque de Fuera de Anaga en Tenerife por Telesforo Bravo y su hermano Buenaventura en 1935.
- Canariomys bravoi; múrido extinto.
- Acantina dontelei; molusco de la islas Salvajes.
- Gallotia bravoana; Lagarto gigante de la Gomera
- Euphorbia bravoana es una especie vegetal endémica de la isla de La Gomera dedicada a su hermano Buenaventura por el botánico sueco Sventenius.

## Lugares geográficos o formaciones naturales que hacen referencia a Telesforo Bravo
El sendero más alto de España, que recorre el Pilón o Pan de Azúcar del volcán Teide y termina en su cima a 3.718 metros, se llama "Telesforo Bravo".
En la isla de La Palma, donde Telesforo Bravo realizó importantes investigaciones hidrogeológicas, uno de los acuíferos más importantes ligados a la geomorfología del Parque nacional de La Caldera de Taburiente se llama «Coebra» en honor a sus descubridores: Juan Coello, colaborador científico, también catedrático de Petrología y Geoquímica de la Universidad de La Laguna y yerno de Telesforo Bravo, y el propio científico de Puerto de La Cruz.
El 4 de mayo de 2009 se modificó la denominación específica del Instituto de Educación Secundaria Puerto de la Cruz por «IES Puerto de la Cruz - Telesforo Bravo».

## Homenajes
El Instituto de Estudios Hispánicos de Canarias de Puerto de La Cruz, celebra cada año durante el mes de noviembre la Semana Científica Telesforo Bravo, donde han dictado conferencias hasta la fecha Joaquín Araújo, Aurelio Martín, Julio Afonso-Carrillo, Lázaro Sánchez-Pinto, Jaime Coello Bravo, Luis Espinosa García, Antonio Machado, Alberto Brito, Octavio Rodríguez Delgado, Guillermo Delgado, Eustaquio Villalba, Emilio González Reimers, Marta Sansón y Marcelino del Arco y muchos autores más, en las trece ediciones celebradas hasta la fecha.
El Ayuntamiento de La Villa de La Orotava celebra cada año las Jornadas de Formación Telesforo Bravo que ha cumplido en el 2018 veinticuatro ediciones.
La Asociación de Amigos del Museo de Ciencias Naturales de Tenerife concede el Premio Telesforo Bravo de fotografía sobre naturaleza canaria, habiéndose cumplido en 2008 tres ediciones.

## Fundación Telesforo Bravo - Juan Coello
Los herederos de Telesforo Bravo Expósito y de su colaborador Juan Coello Armenta, constituyeron en 2015 la Fundación Canaria “ Telesforo Bravo-Juan Coello”.